# Chambain
Chambain település Franciaországban, Côte-d’Or megyében. Lakosainak száma 28 fő (2022. január 1.). Chambain Gurgy-le-Château, Recey-sur-Ource, Buxerolles, Faverolles-lès-Lucey, Menesble, Colmier-le-Bas és Colmier-le-Haut községekkel határos.

## Népesség
A település népességének változása:
| Lakosok száma | 47   | 49   | 36   | 32   | 39   | 39   | 27   | 22   | 21   | 28   |
|               | 1968 | 1982 | 1990 | 2006 | 2013 | 2015 | 2017 | 2019 | 2020 | 2022 |